# Сімоне Консонні
Сімоне Консонні (італ. Simone Consonni; нар. 12 вересня 1994) — італійський велогонщик, олімпійський чемпіон 2020 року, призер чемпіонатів світу та Європи.

## Виступи на Олімпіадах
| Олімпіада           | Дисципліна                    | Місце |
| ------------------- | ----------------------------- | ----- |
| Ріо-де-Жанейро 2016 | командна гонка переслідування | 6     |
| Токіо 2020          | командна гонка переслідування | 1     |
| Токіо 2020          | медісон                       | 10    |